# Когда Вилли возвращался домой
«Когда Вилли возвращался домой» (англ. When Willie Comes Marching Home) — американский комедийный военный фильм 1950 года, снятый режиссёром Джоном Фордом, основанный на рассказе Сая Гомберга.

## Сюжет
После объявления по радио о нападении на Перл-Харбор молодой человек — Уильям (Билл) Клаггс из городка Панксатони (Западная Виргиния) становится новобранцем военно-воздушных сил армии США. Во время обучения Билл терпит неудачу с управлением и посадкой самолёта, но при этом показывает отличный результат в стрельбе по воздушной цели. К разочарованию Билла, военное командование вместо отправки на войну оставляет его служить в качестве инструктора на авиабазе, находящейся неподалёку от его родного города.
После двух лет, проведённых на авиабазе, молодой человек, наконец, получает свой шанс поучаствовать в боевых действиях.
Билли занимает место заболевшего стрелка на самолёте «B-17», который совершает перелёт через Атлантику. Не долетев до английского побережья, самолёт попадает в сильный туман и сбивается с курса, и у него заканчивается топливо. Ввиду отсутствия возможности безопасной посадки самолёта, экипаж получает приказ покинуть воздушное судно. Заснувший Билли в последний момент прыгает с парашютом с теряющего высоту неуправляемого самолёта и приземляется на оккупированную немцами территорию Франции, где его подбирают люди из отряда французского Сопротивления, возглавляемого молодой женщиной по имени Ивонн. Находясь у французских друзей, Билл становится очевидцем запуска немецкой ракеты «Фау-2». Сам запуск, производимый с секретной военной базы, был заснят на камеру людьми Сопротивления. Для того чтобы отвести подозрения от Билла, Ивонн разыгрывает с ним в трактире «свадебную» сцену на глазах у немцев. Уставшего и пьяного Билла подбирает небольшой британский миноносец и доставляет в Лондон. 
По просьбе Ивонн в Лондоне Билл встречается с высокопоставленными офицерами и передаёт им отснятые секретные материалы. Из Лондона Билла на самолёте доставляют в Вашингтон, где он узнаёт от генералов, что привезённая им плёнка с отснятыми материалами помогла обнаружить секретную базу, с которой немцы производили запуск ракет. А командир отряда французского сопротивления Ивонн Ле Тет — агент американской разведки. На каждом приёме, где бы не находился Билл, ему для ободрения всё время подносят алкогольные напитки. В итоге окончательно обессиленный молодой человек теряет сознание и попадает в госпиталь, где его по ошибке помещают в психопатическую палату.
Сбежав из госпиталя, изнеможенный Билл на товарном поезде добирается до родного города и, вопреки запретам военного командования не раскрывать государственную тайну, рассказывает родителям и своей девушке о приключениях. Родные не верят рассказам Билла, который отсутствовал дома всего четыре дня. В дом семьи Клаггсов приезжают высокопоставленные офицеры и сообщают Биллу о том, что он должен лететь обратно в Вашингтон для награждения лично Президентом США, и торжественно провожают его до посадки в самолёт.

## В ролях
- Дэн Дэйли — Уильям (Билл) Клаггс
- Коринн Кальве — Ивонн Ле Тет
- Коллин Таунсенд — Марджори (Мардж) Феттлз
- Уильям Демарест — Герман Клаггс
- Джимми Лайдон — Чарльз (Чарли) Феттлз
- Ллойд Корриган — майор Адамс
- Эвелин Варден — миссис Гертруда Клаггс

в титрах не указаны
- Уит Бисселл — лейтенант М. Дж. Хэнли, психиатр
- Хейни Конклин — американский легионер на танцах
- Джеймс Флавин — генерал Бреворт
- Алан Хейл — смеющийся сержант на танцах
- Чарльз Хэлтон — мистер Феттлз
- Пол Харви — бригадный генерал Лэмсон
- Джозеф Фаррелл Макдональд — Гилби, фармацевт
- Хэнк Манн — американский легионер на танцах
- Мэй Марш — миссис Клара Феттсз
- Вера Майлз — свидание имеющегося сержанта
- Кеннет Тоби — лейтенант К. Гейгер
- Харлан Уорд — капитан С. Роббинс
- Хэнк Уорден — лидер отряда американских легионеров

## Съёмочная группа
- Режиссёр: Джон Форд
- Продюсер: Фред Кольмар
- Сценаристы: Ричард Сейл, Мэри Лус
- Оператор: Лео Товер
- Композитор: Альфред Ньюман

## Награды и номинации
- Кинофестиваль в Локарно — награда (1950)[3]
- Золотой глобус — номинация (1951)[4]
- Оскар — номинация (1951)[5]